# Tangata manu

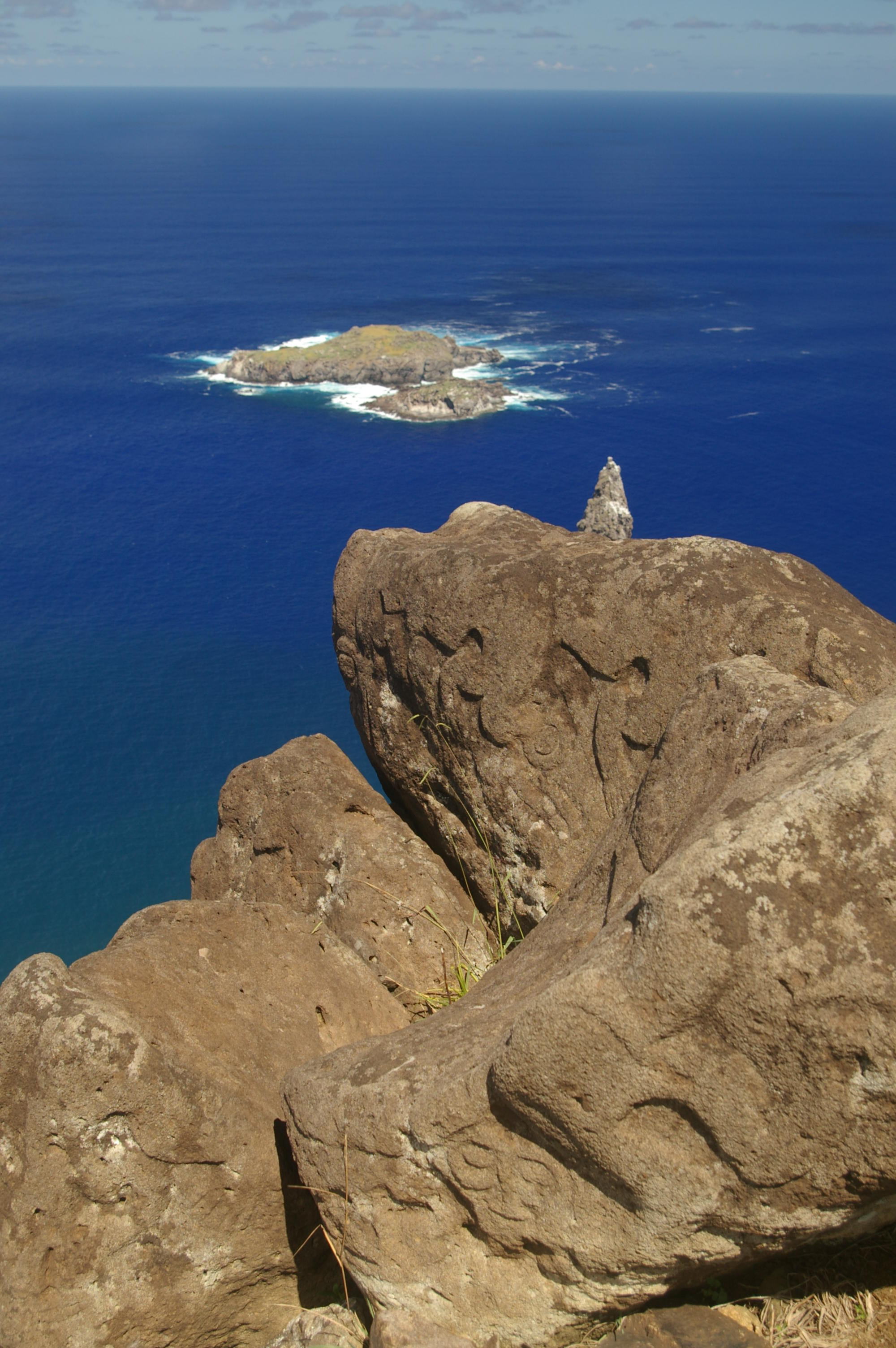
Petròglifs sobre roques d'Orongo. Make-Make n'està representat a la base, i dos homes ocell ho estan més amunt. Els illots de Motu Nui, Motu Iti i el penyal de Motu Kao Kao es veuen a dalt sobre la vora de les roques

El tangata manu (‘home ocell') era el guanyador d'una competició tradicional a l'illa de Pasqua. El ritual era una competició anual que consistia a obtenir el primer ou de l'estació del xatrac fosc (manu tara) a l'illot de Motu Nui (‘gran illa’), nadar de retorn a Rapa Nui i enfilar-se pel penya-segat marí de Rano Kau fins al cim proper al poblat d'Orongo. Aquesta cerimònia de primavera honorava el déu creador Make-Make: començava quan se'n trobava el primer ou i culminava amb la triomfal investidura del tangata manu, el sagrat home ocell de l'illa de Pasqua.

## Culte

### Mitologia
Make-Make era el cap del culte de l'home ocell; els altres tres déus associats eren Haua-tuu-take-take, la seua esposa Vi'e Hoa i Vi'e Kanatea.

## La cerimònia
Cada any, els representants de les distintes tribus rapanui pujaven al volcà Rano Kau per celebrar, al centre cerimonial d'Orongo, la competició per triar el tangata manu, que exercia durant un any la prefectura militar i política de l'illa.

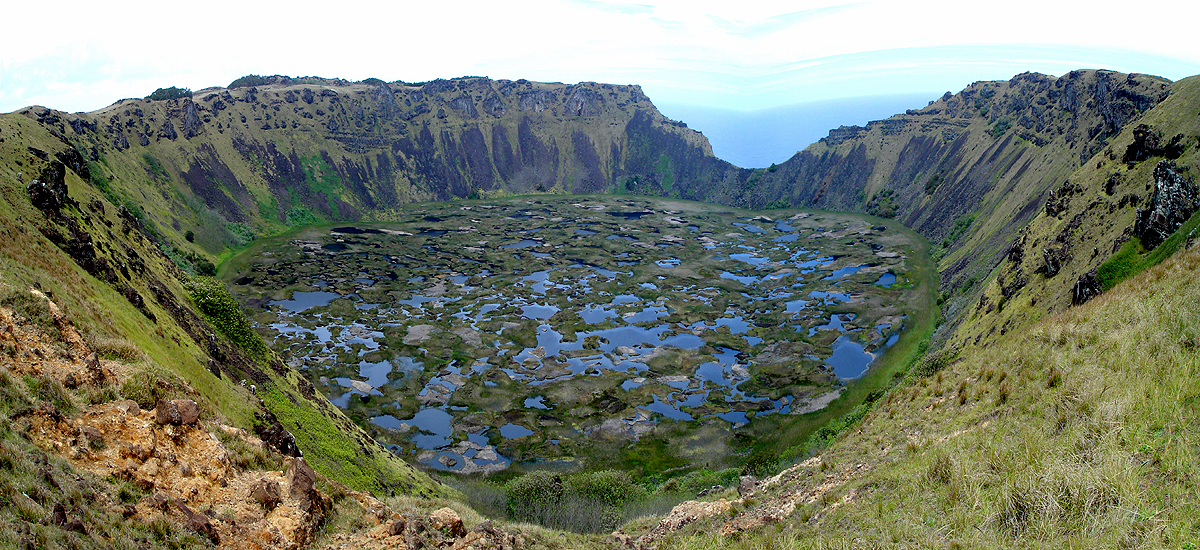
Volcà extint Rano Kau, al centre cerimonial Orongo, on començava i acabava la competició

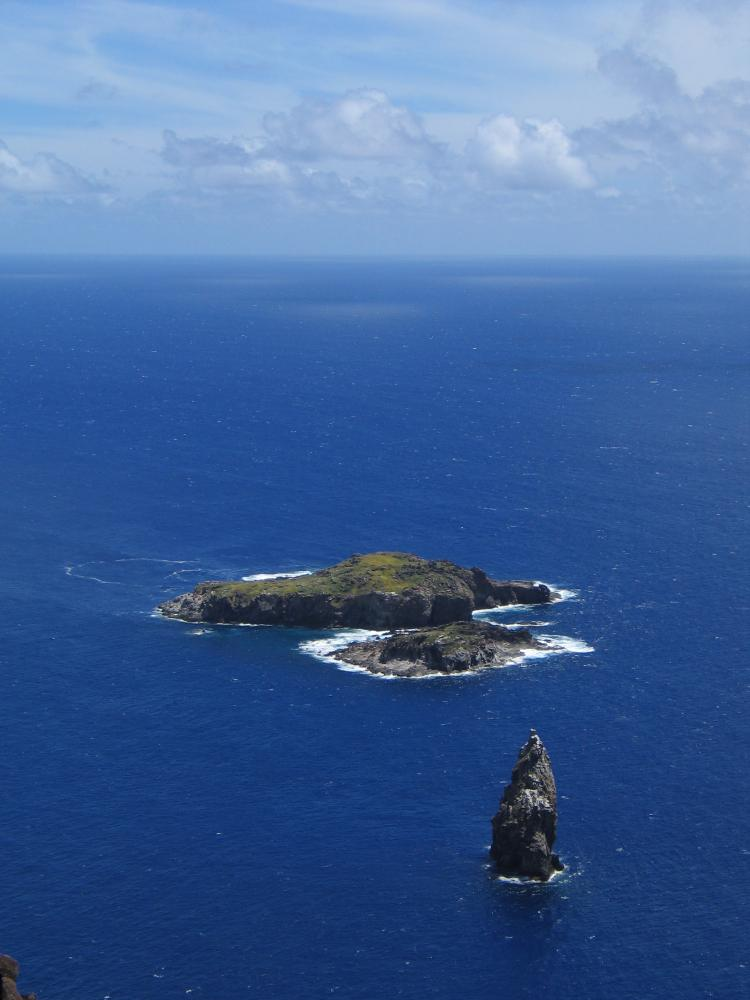
Motu Nui, amb la més petita Motu Iti al davant i l'illot Motu Kao Kao entre elles i l'observador. Presa des del cim del penya-segat de 250 m d'Orongo

Segons Katherine Routledge, els competidors se seleccionaven per revelació en somnis dels ivi atua (individus amb do profètic). Cadascun dels contendents designaria un hopu manu, que nadaria a Motu Nui i li aconseguiria l'ou de l'ocell, mentre els contendents esperaven a Orongo. La justa era molt perillosa i molts hopu manu morien pels taurons, ofegats o per caigudes.
Una vegada que l'hopu manu li duia l'ou al contendent, s'encenia un foc al vessant de terra endins del volcà Rano Kau; la ubicació del foc indicaria a tota l'illa si el nou tangata manu era de clans occidentals o orientals.
El guanyador rebia un nou nom i el títol de tangata manu; tenia gran poder a l'illa, inclòs que el seu clan tingués drets únics per fer la recol·lecció de l'estació dels ous i dels pollets d'aus marines de Motu Nui. El tangata manu dirigia aleshores una dansa costa avall del Rano Kau i continuava fins a Anakena, si era de clans occidentals, o fins a Rano Raraku, si n'era dels orientals.
Segons Thor Heyerdahl, Orongo, que és al cim del faralló del volcà extint Rano Kau, que enfronta a l'illeta Motu Nui, era un lloc de culte. Allí els més poderosos de l'illa esperaven cada any l'arribada de les orenetes de mar que niaven a l'illot. Ho feien seguts durant setmanes a les cases de pedres semisubterrànies orientades cap a Motu Nui. La competició es feia nadant sobre un flotador de boga anomenat pora per cercar el primer ou de la temporada. El guanyador es convertia en una cosa semblant a una divinitat: li afaitaven i pintaven de roig el cap i el duien a una cabana sagrada de Rano Raraku, on romania aïllat durant un any. L'alimentaven servents especials i rebia el rang sagrat de tangata manu ('home ocell' de l'any). Les ruïnes d'Orongo conserven decoracions pictogràfiques d'homes ocells representats amb becs llargs i corbats.
El culte de l'home ocell el suprimiren els missioners cristians en la dècada de 1860, i la darrera cerimònia en fou el 1867. L'origen del culte i la seua durada són desconeguts; tampoc no se sap si aquest culte reemplaçà la religió relacionada amb els moai o si hi coexistí, tot i que Katherine Routledge pogué recollir els noms de 86 tangata manu.